# چوروگ
چوروگ (به مجاری:  Csörög) یک شهرداری در مجارستان است که در ناحیه واتس واقع شده‌است. چوروگ ۶٫۴۶ کیلومتر مربع مساحت و ۲٬۱۱۶ نفر جمعیت دارد.